# جيوفاني باسترون
جيوفاني باسترون (بالإيطالية: Giovanni Pastrone)‏ (من 13 سبتمبر 1883 إلى 27 يونيو 1959) المعروف أيضًا باسمه الفني بييرو فوسكو ، كان رائداً في صناعة الأفلام ومخرج وكاتب سينمائي وممثل وفني إيطالي رائد في مجال الأفلام السينمائية.

## نشأته
ولد جيوفاني في مونتيكيارو دستي. كمراهق أظهر مزاجًا عمليًا وإبداعيًا ، حيث جمع بين دراساته في المحاسبة ودراسة التشيلو. قام ببناء العديد من الآلات الموسيقية باليد ، وعلى الرغم من تراجع شغفه بالموسيقى في نهاية المطاف ، إلا أن تجربته في صنع الآلات شحذت بداخله خط الكمال الذي كان يميز عمله اللاحق في الفيلم.

## مسيرته المهنية
في عام 1909 تولى جيوفاني باسترون قيادة الشركة التي شكلت حديثا إيطاليا السينمائية . على الرغم من كونه منتجًا أساسيًا خلال سنواته الأولى مع الشركة ، فقد قام شخصيًا بإخراج أفلام الكونت أوغولينو (1909) ، و أغنيس فيسكونتي (1909) ، وفيلم مفقود ، و سقوط طروادة (1912) . كما اخترع معدات تقنية لصناعة الأفلام ، وكتب سيناريوهات ، وأنشأ دائرة من دور السينما لتوزيع أفلامه، بترويج أفلامه بنجاح من خلال شركة الإنتاج الخاصة به ، ومن خلال ملكية سلسلة من دور السينما. عمل باسترون خلال عصر الفيلم الصامت وأثر على العديد من المخرجين المهمين في السينما الدولية ، مثل ديفيد وارك غريفيث ، تقاعد رجل ثري في عام 1923، توفي في 27 يونيو 1959 في تورينو ، بيدمونت.

## روابط خارجية
- جيوفاني باسترون على موقع IMDb (الإنجليزية)
- جيوفاني باسترون على موقع الموسوعة البريطانية (الإنجليزية)
- جيوفاني باسترون على موقع ألو سيني (الفرنسية)
- جيوفاني باسترون على موقع أول موفي (الإنجليزية)
- جيوفاني باسترون على موقع قاعدة بيانات الأفلام السويدية (السويدية)
- جيوفاني باسترون على موقع قاعدة بيانات الفيلم (الإنجليزية)
- جيوفاني باسترون على موقع كينوبويسك (الروسية)

- جيوفاني باسترون في قاعدة بيانات الأفلام على الإنترنت